# Cloro
Cloro (internationale titel: Chlorine) is een Italiaanse film uit 2015 onder regie van Lamberto Sanfelice. De film ging in première op 26 januari op het Sundance Film Festival in de World Cinema Dramatic Competition.

## Verhaal
De zeventienjarige Jenny woont in Ostia, een badplaats in de omgeving van Rome en droomt ervan synchroonzwemster te worden. Na de dood van haar moeder en de daaruit voortvloeiende zenuwinzinking van haar vader, zijn ze gedwongen te verhuizen naar een afgelegen bergdorp. Ze moet de school verlaten en werken als dienstmeisje in het nabijgelegen skigebied om haar jongere broer te kunnen ondersteunen. Stiekem zwemt ze in het zwembad van het hotel, vastklampend aan haar dromen, ondanks het feit dat haar vader geen tekenen van herstel toont.

## Rolverdeling
| Acteur              | Personage |
| ------------------- | --------- |
| Sara Serraiocco     | Jenny     |
| Ivan Franek         | Ivan      |
| Giorgio Colangeli   | Tondino   |
| Anatol Sassi        | Fabrizio  |
| Piera Degli Esposti | Preside   |
| Andrea Vergoni      | Alfio     |